# 澳头天主堂
澳头天主堂  位于广东省汕头市濠江区澳头村刘厝巷神父楼，是濠江区唯一一座天主教教堂。天主教于清乾隆元年（1736年）传入潮阳海门镇，再传至达濠的澳头村，至今已有两百多年历史。目前天主堂为新建建筑，屋顶筑有小巧的典型天主教穹顶。
|  |  |  |